# Монморо-Сен-Сибар
Монморо́-Сен-Сиба́р (фр. Montmoreau-Saint-Cybard) — коммуна во Франции, находится в регионе Пуату — Шаранта. Департамент — Шаранта. Главный город кантона Монморо-Сен-Сибар. Округ коммуны — Ангулем.
Код INSEE коммуны — 16230.
Коммуна расположена приблизительно в 420 км к юго-западу от Парижа, в 135 км южнее Пуатье, в 28 км к югу от Ангулема.

## Население
Население коммуны на 2008 год составляло 1062 человека.
| 1962 | 1968 | 1975 | 1982 | 1990 | 1999 | 2008 |
| ---- | ---- | ---- | ---- | ---- | ---- | ---- |
| 842  | 1099 | 1177 | 1179 | 1120 | 1052 | 1062 |

## Климат
Климат океанический. Ближайшая метеостанция находится в городе Коньяк.
| Показатель                        | Янв. | Фев. | Март | Апр. | Май  | Июнь | Июль | Авг. | Сен. | Окт. | Нояб. | Дек. | Год   |
| --------------------------------- | ---- | ---- | ---- | ---- | ---- | ---- | ---- | ---- | ---- | ---- | ----- | ---- | ----- |
| Средний суточный максимум, °C     | 8,7  | 10,5 | 13,1 | 15,9 | 19,5 | 23,1 | 26,1 | 25,4 | 23,1 | 18,5 | 12,4  | 9,2  | 17,7  |
| Средняя температура, °C           | 5,4  | 6,7  | 8,5  | 11,1 | 14,4 | 17,8 | 20,2 | 19,7 | 17,6 | 13,7 | 8,6   | 5,9  | 12,5  |
| Средний суточный минимум, °C      | 2,0  | 2,8  | 3,8  | 6,2  | 9,4  | 12,4 | 14,4 | 14,0 | 12,1 | 8,9  | 4,7   | 2,6  | 7,8   |
| Норма осадков, мм                 | 80,4 | 67,3 | 65,9 | 68,3 | 71,6 | 46,6 | 45,1 | 50,2 | 59,2 | 68,6 | 79,8  | 80,0 | 783,6 |
| Источник: Relevé météo des Cognac |      |      |      |      |      |      |      |      |      |      |       |      |       |

## Администрация
| Период | Период | Фамилия        | Партия        | Примечания |
| ------ | ------ | -------------- | ------------- | ---------- |
| 1988   | 1995   | Жан-Луи Дорсье | Разные правые |            |
| 1995   | 2008   | Жан-Клод Луи   | Разные левые  |            |
| 2008   |        | Даниель Вине   |               | пенсионер  |

## Экономика
В 2007 году среди 600 человек в трудоспособном возрасте (15—64 лет) 395 были экономически активными, 205 — неактивными (показатель активности — 65,8 %, в 1999 году было 68,8 %). Из 395 активных работали 346 человек (172 мужчины и 174 женщины), безработных было 49 (25 мужчин и 24 женщины). Среди 205 неактивных 40 человек были учениками или студентами, 60 — пенсионерами, 105 были неактивными по другим причинам.

## Достопримечательности
- Приходская церковь Сен-Дени[фр.] (XII век). Исторический памятник с 1846 года[3]
- Церковь Сен-Сибар
  - Бронзовый колокол (1673 год). Исторический памятник с 1944 года[4]
- Замок Монморо[фр.] (XII век). Исторический памятник с 1952 года[5]

## Фотогалерея

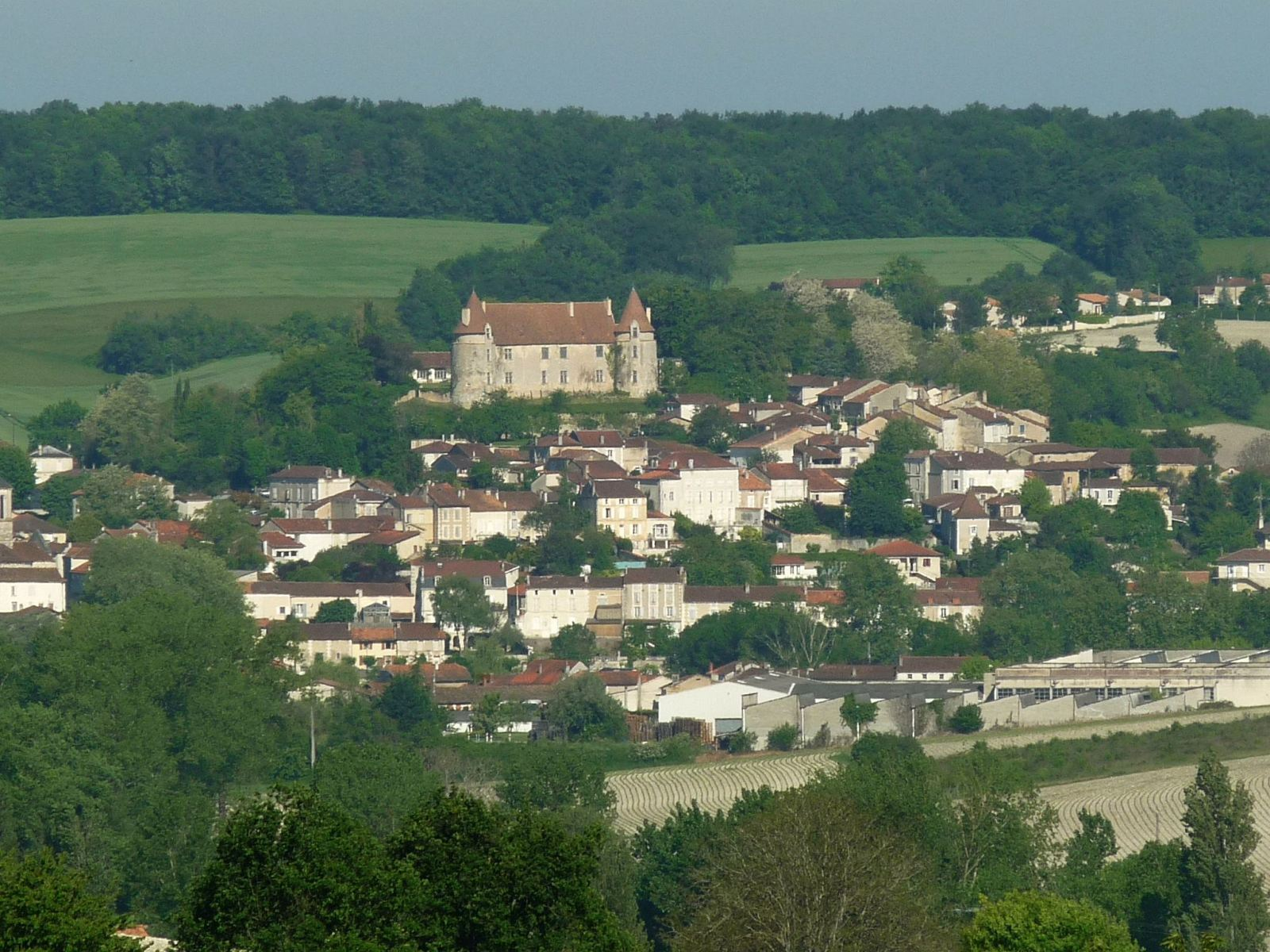
Монморо
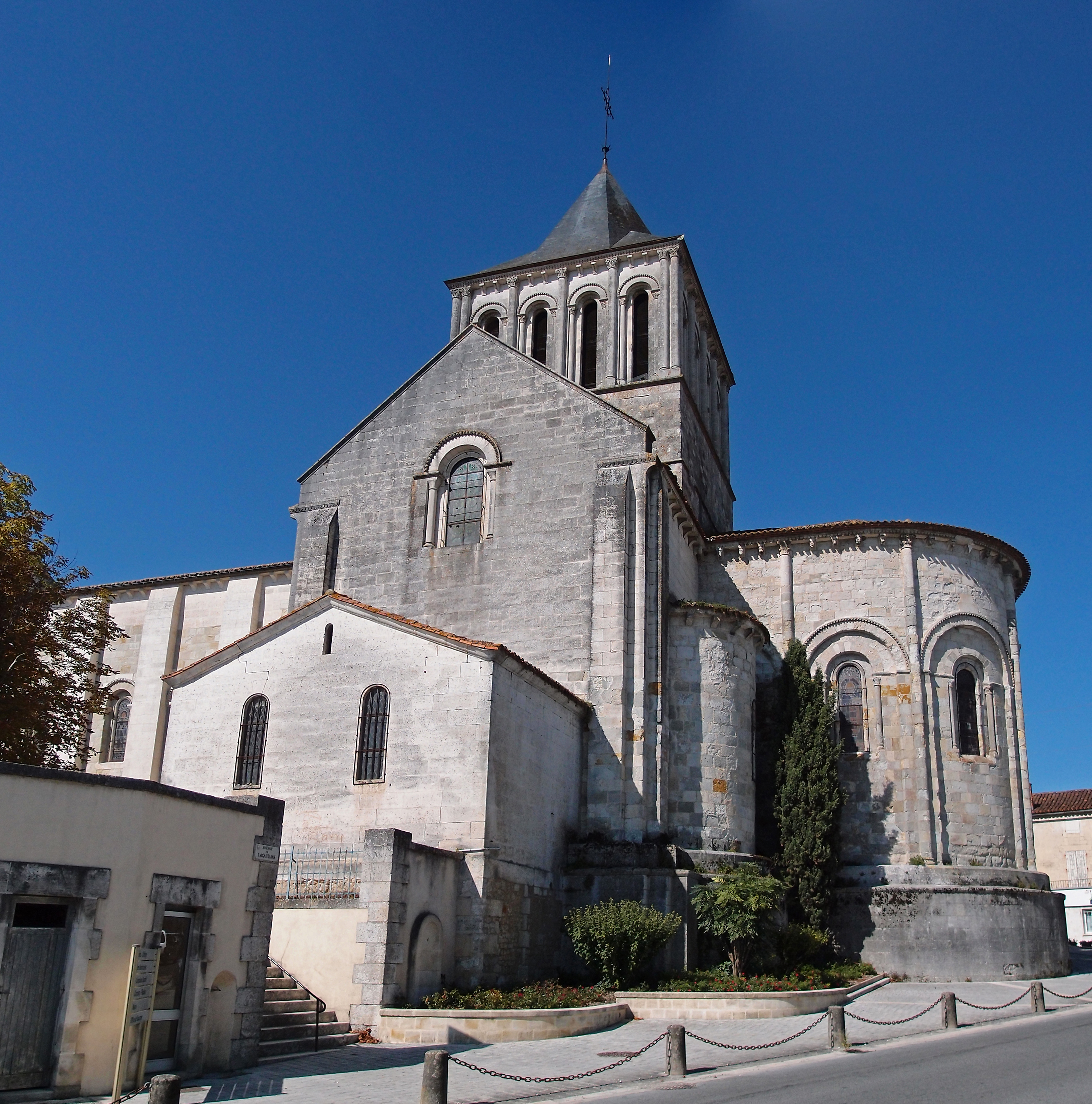
Церковь Сен-Дени
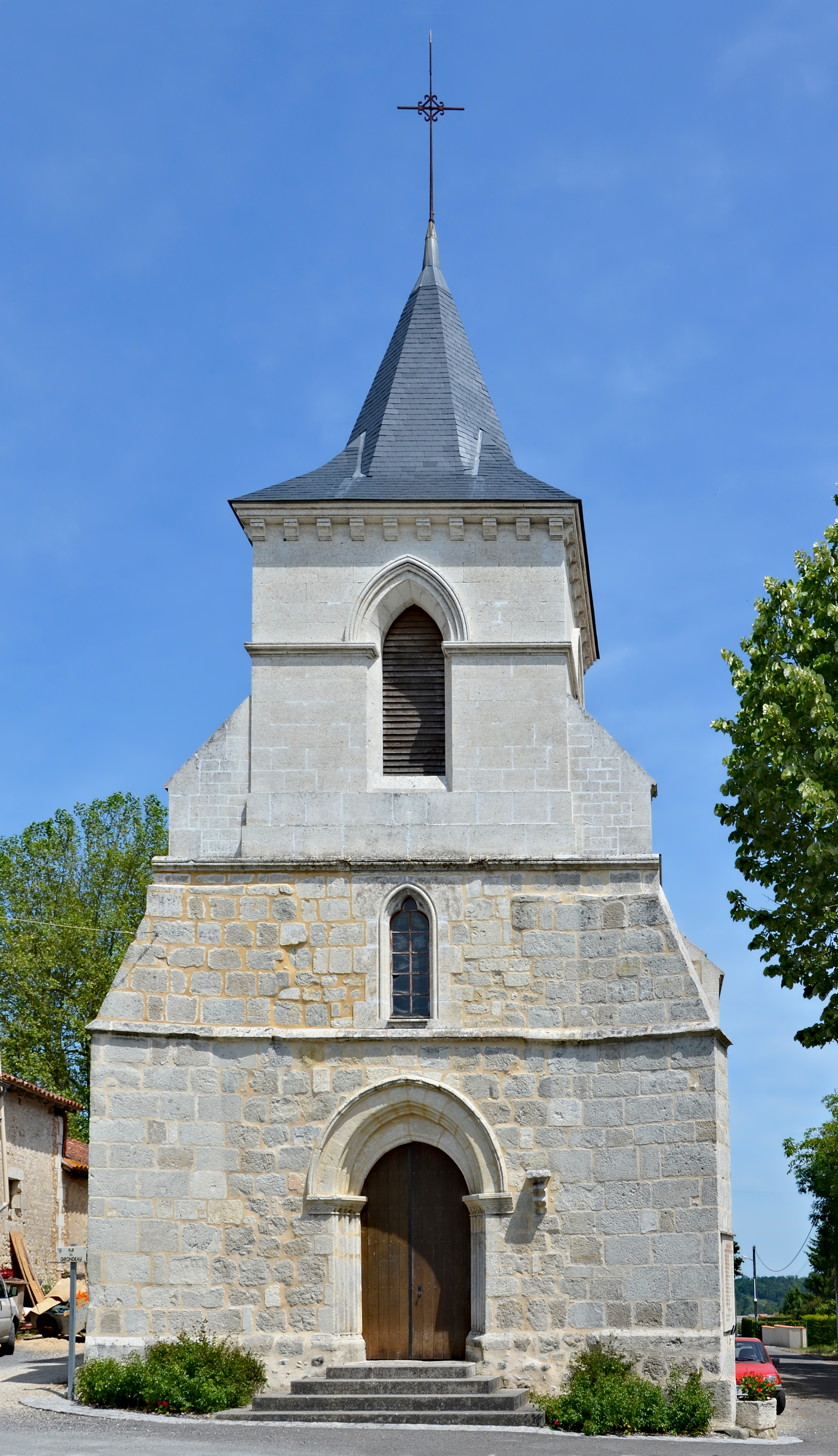
Церковь Сен-Сибар
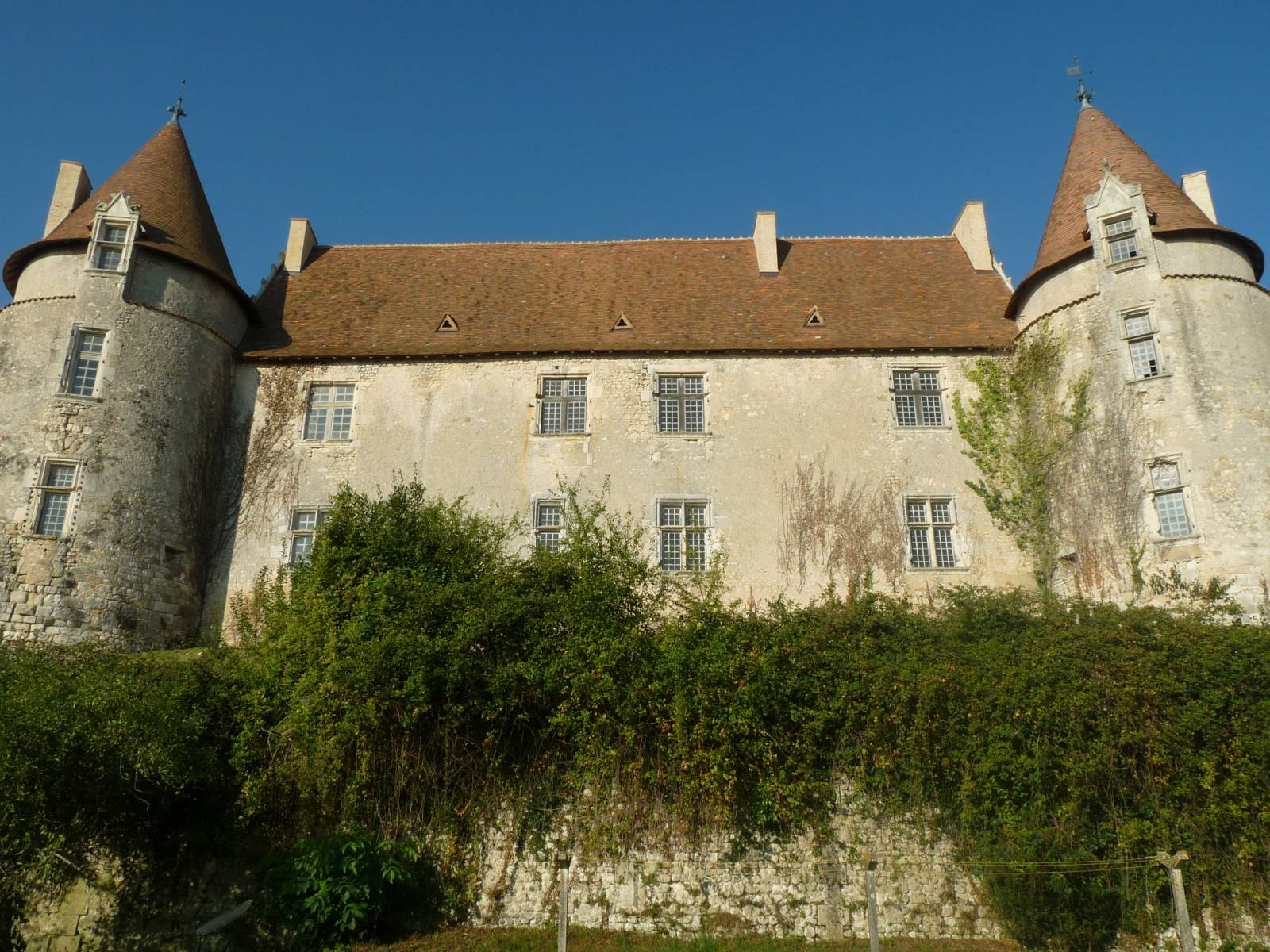
Замок Монморо